# Atelomycterus baliensis
Atelomycterus baliensis är en hajart som beskrevs av White, Last och Dharmadi 2005. Atelomycterus baliensis ingår i släktet Atelomycterus och familjen rödhajar. IUCN kategoriserar arten globalt som sårbar. Inga underarter finns listade.